# Wild (film 2014)
Wild è un film del 2014 diretto da Jean-Marc Vallée con protagonista Reese Witherspoon.
Su una sceneggiatura dello scrittore Nick Hornby, il film si basa sul libro di memorie Wild - Una storia selvaggia di avventura e rinascita (Wild: From Lost to Found on the Pacific Crest Trail) scritto da Cheryl Strayed.

## Trama
Dopo la fine traumatica del suo matrimonio con Paul, problemi di eroina e la morte della madre Bobbi, la giovane Cheryl Strayed si ritrova la vita completamente sconvolta. Alla ricerca di se stessa e di un senso nella vita, la ragazza decide di intraprendere un lungo e solitario viaggio sui monti occidentali degli Stati Uniti d'America.
In questo viaggio avventuroso e formativo, la donna si ritrova ad affrontare le bellezze e i pericoli della natura selvaggia. Incontra alcuni uomini che le procurano acqua e cibo in momenti difficili, tra i quali Greg, un altro ragazzo che come lei deve percorrere il Pacific Crest Trail. Inoltre conosce Jimmy Carter, un giornalista che la scambia per una vagabonda e che perciò la vuole intervistare. Arrivata in una città, incontra Jonathan, che la invita ad un concerto dopo il quale i due passano la notte in intimità. Dopo la sua escursione di circa 3 mesi, Cheryl si sposa e ha due figli.

## Produzione
Le riprese sono iniziate l'11 ottobre 2013 in Oregon. Le riprese hanno avuto luogo nelle località di Bend, Ashland e nel Parco nazionale del lago Crater.

## Distribuzione
Il primo trailer è stato diffuso il 10 luglio 2014. Il film è stato presentato a numerosi festival cinematografici internazionali, tra cui Telluride Film Festival, Toronto International Film Festival e London Film Festival. È stato distribuito nelle sale cinematografiche statunitensi il 5 dicembre 2014. In Italia è uscito il 2 aprile 2015.

## Riconoscimenti
- 2015 - Premio Oscar
  - Candidatura per la miglior attrice protagonista a Reese Witherspoon
  - Candidatura per la miglior attrice non protagonista a Laura Dern
- 2015 - Golden Globe
  - Candidatura per la miglior attrice in un film drammatico a Reese Witherspoon
- 2015 - British Academy Film Awards
  - Candidatura per la miglior attrice protagonista a Reese Witherspoon
- 2015 - Screen Actors Guild Award
  - Candidatura per la miglior attrice in un film a Reese Witherspoon
- 2015 - Satellite Award
  - Candidatura per la migliore attrice a Reese Witherspoon
  - Candidatura per la migliore attrice non protagonista a Laura Dern
- 2015 - MTV Movie Awards[5][6]
  - Candidatura per la miglior performance femminile a Reese Witherspoon
- 2015 - Teen Choice Awards[7]
  - Candidatura per la miglior attrice in un film drammatico a Reese Witherspoon